# Lobobunaea niepelti
Lobobunaea niepelti är en fjärilsart som beskrevs av Embrik Strand 1912. Lobobunaea niepelti ingår i släktet Lobobunaea och familjen påfågelsspinnare. Inga underarter finns listade i Catalogue of Life.